# Porquera de Santullán
Porquera de Santullán ist ein spanischer Ort in der Provinz Palencia der Autonomen Gemeinschaft Kastilien und León. Der Ort gehört zu Barruelo de Santullán, er befindet sich zwei Kilometer südlich vom Hauptort der Gemeinde. Porquera de Santullán ist über die Straße PP-220 zu erreichen.

## Sehenswürdigkeiten
- Romanische Kirche Santa María Magdalena